# Strategia dei quattro onnicomprensivi
La strategia dei “Quattro Onnicomprensivi” (四个全面战略布局S) costituisce la teoria cinese per l’amministrazione del Paese e del Partito Comunista Cinese (PCC), avanzata nel 2014 dal segretario generale del PCC Xi Jinping. La teoria generale del PCC comprende le teorie delle quattro generazioni di leader precedenti, ossia il Pensiero di Mao Zedong, la Teoria di Deng Xiaoping, le Tre rappresentanze, il Concetto scientifico dello sviluppo e anche la Società Armoniosa, tutte inserite nello Statuto del PCC. I “Quattro Onnicomprensivi” costituiscono i risultati teorici della quinta generazione della leadership cinese.

## Contenuto principale
- Creare una società moderatamente benestante[non chiaro]
- Approfondire completamente la riforma del socialismo con caratteristiche cinesi (apertura al libero mercato sotto il controllo e la regolamentazione dello stato)
- Attuare in modo completo lo Stato di Diritto della Dittatura Democratica del Popolo
- Applicare integralmente la disciplina e la legge nella gestione del PCC[2]

## Storia
Nel novembre del 2014, durante un viaggio d’ispezione nella provincia del Fujian, nel sud-est della Cina, Xi Jinping ha avanzato per la prima volta la necessità di “creare una società moderatamente benestante, estendere la riforma in ogni ambito, e attuare in modo completo lo Stato di Diritto”. Nel dicembre dello stesso anno, durante un viaggio d’ispezione nella provincia del Jiangsu, egli ha parlato chiaramente della strategia dei "Quattro Onnicomprensivi", riferendosi al raggiungimento dei seguenti obiettivi: creare una società moderatamente benestante, estendere la riforma in ogni ambito, attuare in modo completo lo Stato di Diritto e applicare integralmente la disciplina e la legge nella gestione del PCC.

### Creare una società moderatamente benestante
La “società moderatamente benestante” è stata avanzata per la prima volta il 6 dicembre 1979 da Deng Xiaoping, ex vice premier cinese, durante il suo incontro con il premier giapponese Masayoshi Ohira. Deng Xiaoping disse che le modernizzazioni cinesi mirano a raggiungere una società moderatamente benestante. Nel 1997, durante il XV Congresso Nazionale del PCC, l’ex segretario generale del Comitato Centrale del PCC Jiang Zeming ha avanzato nel suo rapporto la costruzione di una società moderatamente benestante. Nel 2012 durante il XVIII Congresso Nazionale del PCC, l’ex segretario generale del Comitato Centrale del PCC Hu Jintao ha espresso per la prima volta nel suo rapporto di lavoro la volontà di creare una società moderatamente benestante.

### Approfondire completamente la riforma
Durante la terza sessione plenaria dell'XI Congresso Nazionale del PCC nel 1978, sono state avanzate per la prima volta la riforma all'interno del Paese e l'apertura all'esterno. Durante il XVIII Congresso Nazionale del PCC nel 2012, nel rapporto del segretario generale del Comitato Centrale del PCC Hu Jintao è apparso “Approfondire completamente la riforma e l’apertura”. Nella Decisione del Comitato Centrale del PCC sulle importanti questioni circa l’approfondimento completo della riforma, approvata dalla terza sessione del XVIII Congresso Nazionale del PCC nel 2013, estendere la riforma e l’apertura in ogni ambito è stato semplificato in “Approfondire completamente la riforma”.

### Attuare in modo completo lo Stato di Diritto
Nel 1978, durante la riunione di lavoro del Comitato Centrale, il vice segretario generale del Comitato Centrale del PCC Deng Xiaoping avanzò per la prima volta il principio della costruzione dello Stato di Diritto, ossia stabilire leggi da rispettare, garantirne l’applicazione rigorosa e punire le azioni che violano la legge. Egli rilevò: “Occorre stabilire una democrazia sistematizzata e legalizzata al fine di garantire il sistema. Le leggi non cambieranno per il cambio dei leader o dei loro punti di attenzione”.
Nel 1997, nel rapporto presentato al XV Congresso Nazionale del PCC, è stato precisato che occorre attuare lo Stato di Diritto e costruire lo Stato di Diritto Socialista.
Nel 1999, attuare lo Stato di Diritto è stato inserito nella Costituzione della RPC durante la seconda sessione del nono Comitato Permanente dell’Assemblea Popolare Nazionale.
Nel 2012 nel rapporto presentato al XVIII Congresso Nazionale del PCC, è stata inserita per la prima volta la “completa promozione dell'attuazione dello Stato di Diritto”.
Nel 2014 durante la quarta sessione plenaria del XVIII Congresso Nazionale del PCC, è stata approvata la Decisione del Comitato Centrale del PCC sulle importanti questioni della promozione completa dello Stato di Diritto, che precisa l’obiettivo della promozione dello Stato di Diritto.

### Applicare integralmente la disciplina e la legge nella gestione del PCC
Nel 1956, Deng Xiaoping rilevò che occorre “stabilire le regole del Paese e del Partito, al fine di effettuare una supervisione rigorosa nei confronti delle organizzazioni e dei membri del Partito.” Di conseguenza, dalla terza sessione plenaria dell’11º Comitato Permanente dell’Assemblea Popolare Nazionale, il principio che “il Partito deve autocontrollare se stesso e applicare la disciplina e la legge nella propria gestione” è diventato il principio fondamentale e la pratica concreta della costruzione del PCC.
Nel 1987, durante il XIII Congresso Nazionale del PCC, l’applicazione della disciplina e della legge nella gestione del partito è stata ufficialmente stabilita come principio fondamentale per rafforzarne la costruzione.
Nel 1992, durante il XIV Congresso Nazionale del PCC, la persistenza nell’applicazione rigorosa della disciplina e della legge nella gestione del partito è stata revisionata nello Statuto del PCC.